# Jordi Garcia-Soler
Jordi Garcia-Soler   (Barcelona, 4 de maig de 1947 - 31 de maig de 2020) fou un periodista català especialitzat en la Nova Cançó i que des de 1964 va col·laborar en la premsa, ràdio i televisió.
Es va especialitzar en la informació, el comentari i la crítica musical, sobretot pel que fa als cantants i músics catalans, tot i que ha conreat molts altres aspectes del periodisme, de la crònica i l'anàlisi política a la gastronomia, passant pel comentari cultural, la crítica literària o la crònica castellera, entre d'altres. Per espai de vint anys ininterromputs, entre 1964 i 1984, va publicar centenars d'articles sobre la Nova Cançó a gran nombre de diaris i revistes de Catalunya, de la resta d'Espanya i d'altres països. Entre les catalanes hi havia Serra d'Or, El Correo Catalán, Destino, Tele/Estel, Tele/eXpres, La Vanguardia, Diario de Barcelona, Catalunya Express, Fotogramas, Mundo Diario, Avui, L'Hora, El Noticiero Universal, El Periódico de Catalunya, Dossier Econòmic i Actual.
Des de 1976 també va treballar a la ràdio i la televisió. Va fer programes a Ràdio Joventut de Barcelona, Ràdio Barcelona, COM Ràdio, Catalunya Ràdio i Catalunya Cultura. Per la televisió ha fet programes al Circuit Català de TVE, TV3, Canal 33, TV L'Hospitalet. A TV3 va ser subdirector i guionista de la sèrie de programes Totes aquelles cançons.
Va crear el Departament de Comunicació del Partit dels Socialistes de Catalunya (PSC), que va dirigir des de 1976 fins a 1982. Va ser membre del Consell d'Administració de la Corporació Catalana de Ràdio i Televisió (CCRTV) des de juny de 1983 fins a desembre de 1996. Com a conseller va instar a la direcció de la CCRTV a tancar el programa de Catalunya ràdio L'orquestra després que en el programa emès el dia 10 de juliol de 1992 el presentador i els tertulians es fessin ressò de les detencions de l'Operació Garzón i de les tortures denunciades pels detinguts.
L'any 1976 publicà el primer llibre monogràfic sobre el fenomen de la Nova Cançó, considerat ja un clàssic i citat amb profusió en totes les altres obres que han estat publicades posteriorment. El 1996 escriu Crònica apassionada de la Nova Cançó, que és el resultat i la síntesi d'una dedicació professional i vocacional d'un periodista que ha seguit permanentment amb atenció i interès l'evolució viscuda per la cançó i la música popular que s'ha produït en català, des dels inicis de la Nova Cançó fins als nostres dies. Escrita des de la passió i la bel·ligerància de qui es confessa "militant de la Nova Cançó", Crònica apassionada de la Nova Cançó és un llibre escrit amb rigor i amb una documentació completíssima, que abasta més de trenta-cinc anys de la història del nostre país i en reflecteix l'evolució, íntimament lligada als canvis polítics que s'han viscut al llarg d'aquests anys.
Va participar en les tertúlies sobre actualitat política i social del programa Els matins de TV3. A Catalunya Ràdio va dirigir i presentar el programa setmanal Memòria selectiva i el programa Converses amb..., d'emissió diària a l'estiu. El 2014 impulsà l'associació Tercera Via. Va morir el 31 de maig de 2020 als 73 anys.

## Publicacions
- La Nova Cançó (Grup del Llibre Català / Edicions 62, 1976).
- Crònica apassionada de la Nova Cançó (Flor de vent, Barcelona, 1996).